# Кот (Глоденський район)
Кот (рум. Cot) — село у Глоденському районі Молдови. Входить до складу комуни, адміністративним центром якої є село Кухнешть.

## Населення
За даними перепису населення 2004 року у селі проживали 50 осіб, усі — молдавани.